# Seznam řek v Ománu
Seznam řek a vádí v Ománu řazených podle povodí.

## Arabské moře
- Vádí Ajnajn
- Vádí al-Batha
  - Vádí Baní Chálid
- Vádí Andam
  - Vádí Mahram
  - Vádí Matam
    - Vádí al-Ithli
- Vádí Halfajn
- Vádí Kujam
- Vádí Ghadun
- Vádí Gharm
- Vádí Hajtam
- Vádí Kilfah
- Vádí Tarban
- Vádí Vatíf

## Musandamský poloostrov
- Vádí Bih
- Vádí Chabb
- Vádí Chasab
- Vádí Kadah

## Ománský záliv
- Vádí Abd ar Rahman
- Vádí al-Abyjad
- Vádí al-Arabijin
- Vádí al-Hauasiná
- Vádí Baní Úmar al-Gharbí
- Vádí Bimah
- Vádí Dajkah
- Vádí Džizi
- Vádí Fins
- Vádí Hatta
- Vádí Hauir
- Vádí Hilm
- Vádí Majh
- Vádí Midžlas
- Vádí Rafsah
- Vádí Samájl
- Vádí Sarami
- Vádí Suq
- Vádí Šab
- Vádí Tivi

## Rub al-Chálí
- Nuchdat Fasad
- Um al-Samim
  - Vádí al-Ajn
    - Vádí Rafaš

  - Vádí Asvad
  - Vádí Musalím
  - Vádí Umajri
    - Vádí Ghul
    - Vádí Haníjah
- Vádí Bin Chautar
  - Vádí Ajdim
    - Vádí al-Madí
      - Vádí Stum

  - Vádí Arah
  - Vádí Dauká
  - Vádí Ghadún
  - Vádí Kitbit
    - Vádí Džazal

  - Vádí Maharib
  - Vádí Šihan
  - Vádí Um al-Hajt (Vádí Hajta)
- Vádí Dank
- Vádí Chuvajbah
- Vádí Majhul
- Vádí Mitan